# 霍夫曼 (伊利諾伊州)
霍夫曼（英語：Hoffman）是位於美國伊利諾伊州克林頓縣的一個村落。

## 地理
霍夫曼的座標為38°32′25″N 89°15′47″W / 38.54028°N 89.26306°W，而該地最高點為海拔高度139米（即456英尺）。

## 人口
根據2010年美國人口普查的數據，霍夫曼的面積為1.31平方千米，當中陸地面積為1.31平方千米，而水域面積為0.00平方千米。當地共有人口508人，而人口密度為每平方千米387人。